# Factor X (Spagna)
Factor X è la versione spagnola del talent show britannico The X Factor, ideato da Simon Cowell.
Il programma, è stato condotto dal 2007 al 2008 da Nùria Roca e dal 2018 da Jesus Vàzquez. È andato in onda su Cuatro TV tra il 2007 e il 2008 in due diverse edizioni. Nel 2018 la serie tornerà in tv e fra i giudici ci sarà l'italiana Laura Pausini.

## Giudici
| Giudice             | 2007 | 2008 | 2018 |
| ------------------- | ---- | ---- | ---- |
| Jorge Flo           | Sì   | Sì   | No   |
| Eva Perales         | Sì   | Sì   | No   |
| Miqui Puig          | Sì   | Sì   | No   |
| Laura Pausini       | N.D. | N.D. | Sì   |
| Risto Mejide        | N.D. | N.D. | Sì   |
| Xavi Martìnez       | N.D. | N.D. | Sì   |
| Fernando Montesinos | N.D. | N.D. | Sì   |

## Riassunto Stagioni
| Colore | Categoria |
| ------ | --------- |
|        | Gruppi    |
|        | +25       |
|        | 16-24     |

Nel 2018 le categorie diverranno: Gruppi, Over 25, Under Uomini e Under Donne.
| Stagione | Anno di trasmissione | Canale    | Vincitore      | Secondo        | Terzo  | Quarto       | Quinto         | Giudice Vincitore | Presentatore | Giudici                          |
| -------- | -------------------- | --------- | -------------- | -------------- | ------ | ------------ | -------------- | ----------------- | ------------ | -------------------------------- |
| Prima    | 2007                 | Cuatro TV | Maria Villalòn | Angy Fernandèz | Walter | United       | Pedro Heredia  | Jorge Flo         | Nuria Roca   | Miqui Puig Eva Perales Jorge Flo |
| Seconda  | 2008                 | Cuatro TV | Vocal Tempo    | Laura Gonzalez | Elanis | Gera Marquez | Dunia Trujillo | Jorge Flo         | Nuria Roca   | Miqui Puig Eva Perales Jorge Flo |

## Prima Edizione (2007)
La prima edizione, andata in onda dal 28 maggio al 16 luglio 2007, si è conclusa con la vittoria di Marìa Villalòn.
| Categoria (Giudice)  | Concorrenti                         | Concorrenti                             | Concorrenti                                | Concorrenti                            |
| -------------------- | ----------------------------------- | --------------------------------------- | ------------------------------------------ | -------------------------------------- |
| 25+ (Perales)        | Leire Eliminata alla 7ª puntata     | Pedro Heredia Eliminato alla 8ª puntata | Yolanda Yugueros Eliminata alla 3ª puntata | David Hooper Eliminato alla 4ª puntata |
| Gruppi Vocali (Puig) | Sometimes Eliminati alla 6ª puntata | United 4º classificato                  | Mr Roch Eliminati alla 1ª puntata          | Lady's Eliminate alla 2ª puntata       |
| 16-24 (Flo)          | Maria Villalon Vincitrice           | Angy Fernandez 2ª classificata          | Walter 3º classificato                     | Ailyn Eliminata alla 5ª puntata        |

## Seconda Edizione (2008)
La seconda edizione, andata in onda dal 22 settembre al 12 ottobre 2008, si è conclusa con la vittoria dei Vocal Tempo.
| Categoria (Giudice) | Concorrenti                         | Concorrenti                                   | Concorrenti                           | Concorrenti                                  | Concorrenti                              | Concorrenti                                        |
| ------------------- | ----------------------------------- | --------------------------------------------- | ------------------------------------- | -------------------------------------------- | ---------------------------------------- | -------------------------------------------------- |
| 25+ (Puig)          | Alex Eliminato alla 7ª puntata      | Alexey Jer Eliminato alla 2ª puntata          | Dunia Trujillo 5ª classificata        | Evelyn Evangelisti Eliminata alla 1ª puntata | Maria Lopez Eliminata alla 7ª puntata    |                                                    |
| Gruppi Vocali (Flo) | Alikindoi Eliminati alla 6ª puntata | New Boys Eliminati alla 4ª puntata            | Elanis 3º classificato                | Lunaticas Eliminate alla 1ª puntata          | Vocal Tempo Vincitori                    |                                                    |
| 16-24 (Perales)     | Gera Marquez 4ª classificata        | Javier Luis Delgado Eliminato alla 3ª puntata | Mario Gomez Eliminato alla 6ª puntata | Marta Cabrera Eliminata alla 5ª puntata      | Myriam Milanes Eliminata alla 1ª puntata | Laura Gonzalez (wild card del web) 2ª classificata |

## Terza Edizione (2018)
La terza edizione, andata in onda il 13 aprile 2018, si è conclusa con la vittoria dei Pol Granch.
Altri artisti che hanno partecipato sono stati:  Elena Farga,  Samuel Hernández, W-Caps (Ana Legazpi y Carolina Moyano), Poupie, Malva (Carlos Segura, Alejandro Sotomayor y Gabriel Cortés), Gema Tomás, Enrique Ramil, Fusa Nocta, NOAH (Carlota Busquets, Mia Farrés, Paula Noguer, Irene Carreras y Sara Roy), Óscar Noguera “Oscárboles” e José Antonio "El Niño" Bermejo.